# Чоловік і дочка Тамари Олександрівни
«Чоловік і дочка Тамари Олександрівни» (рос. «Муж и дочь Тамары Александровны») — радянський фільм Ольги Наруцької 1988 року, за сценарієм Надії Кожушаної, про складні взаємини сім'ї на тлі радянської дійсності перехідної епохи.

## Сюжет
У старому, підготовленого до знесення московському будинку живуть на різних поверхах, в комуналках дочка і чоловік Тамари Олександрівни, вчительки середньої школи. Коли колишня дружина потрапляє в лікарню, дівчинка переходить під опіку батька — слабкої, але чуйної людини…

## У ролях
- Олександр Галибін —  Валерій, батько Каті, чоловік Тамари Олександрівни
- Анна Баженова —  Катя
- Валентина Малявіна —  Тамара Олександрівна
- Антоніна Дмитрієва —  сусідка тітка Саша, сестра-близнюк тітки Саші
- Євген Калінцев —  десятикласник Федя Ухов
- Галина Соколова —  мати Феді
- Олександр Дем'яненко —  дядько Слава, друг Валери
- Тетяна Рудіна —  вчителька фізкультури
- Олександр Домогаров —  однокласник Феді
- Костянтин Воробйов —  знайомий однокласника Феді
- Світлана Янковська —  циганка
- Надія Кожушана —  прибиральниця в лікарні

## Знімальна група
- Сценарист: Надія Кожушана
- Режисер:  Ольга Наруцька
- Оператор: Валерій Мартинов
- Композитор: Олег Каравайчук
- Художники: Михайло Карташов